# El Nacimiento, Chiapas
El Nacimiento är en ort i Mexiko.   Den ligger i kommunen Ocosingo och delstaten Chiapas, i den sydöstra delen av landet, 800 km öster om huvudstaden Mexico City. El Nacimiento ligger 1 211 meter över havet och antalet invånare är 119.
Terrängen runt El Nacimiento är lite bergig. Runt El Nacimiento är det ganska tätbefolkat, med 75 invånare per kvadratkilometer. Närmaste större samhälle är Ocosingo, 14,5 km nordost om El Nacimiento. I omgivningarna runt El Nacimiento växer i huvudsak städsegrön lövskog.